# Пиломір
Пиломір (рос. пылемер, англ. dust meter, нім. Staubmesser m) — прилад для визначення ступеня запиленості повітря безпосередньо на місці заміру (в шахтах, кар'єрах, системах вентиляції тощо). Є пиломіри з фільтрувальним матеріалом, на якому осідають частинки пилу, і пиломіри без фільтрувального матеріалу, наприклад, оптичні (найпоширеніші). В останніх світло поглинається або розсіюється пилоповітряним потоком. За принципом дії пиломіри поділяються на оптичні, радіоізотопні, електрометричні та ін. Експреспиломіри — прилади для оперативного вимірювання концентрації пилу безпосередньо на місці (у гірничій виробці, цеху підприємства тощо). Поділяються на оптичні, радіоізотопні, електронні та ін.